# 福田明彦
福田 明彦（ふくだ あきひこ、1964年1月14日- 、）は、日本のプロレスの元レフェリー。かつて株式会社プロレスリング・ノア代表取締役社長の三沢光晴の秘書を務めていた。

## 経歴
小学生の頃から父親の影響でプロレスファンとなり、主に全日本プロレスを観戦していた。中でも1977年に開催された「世界オープンタッグ選手権」の最終戦であるドリー・ファンク・ジュニア&テリー・ファンク（ザ・ファンクス）VSアブドーラ・ザ・ブッチャー&ザ・シークを祖父の家にて「全日本プロレス中継」で観戦した際に衝撃を受けた他、三沢光晴のデビュー戦も生で観戦している。
前橋育英高等学校 時代から全日本プロレスのリングスタッフを手伝うようになる。プロレス団体に入れなくても、カメラマンとしてプロレスに携わることができるようにと、1982年の高校卒業後は上京して写真関連の専門学校に入学。しかし約4ヶ月で通うのを辞め、全日本プロレスのリングスタッフにアルバイトで入り、巡業に参加するようになった。
1983年1月、欠員が出たため晴れて全日本プロレスに入社し、リング作り、売店の売り子、テレビ放映時以外の音響を担当する。
1987年3月、ジャパンプロレス勢の離脱に伴いタイガー服部も抜けたため、レフェリーがジョー樋口と和田京平の2人だけとなった。3月31日、ジャイアント馬場にレフェリー転向を打診され、和田の勧めもあって受け入れる。そのまま、同日の富山県魚津市総合体育館大会における渕正信vs川田利明戦でデビューした。
2000年6月、三沢光晴らとともに全日本プロレスを離脱し、プロレスリング・ノアの旗揚げにレフェリーとして参加。旗揚げ後、三沢の下で8年間社長秘書を兼務した。
2012年2月26日のグリーンドーム前橋サブアリーナ大会ではレフェリー25周年記念セレモニーが行われ、実父と田上明社長から花束が贈呈された。
プロレスリング・ノア所属のレフェリーの中では最もキャリアが長く、主にセミファイナルの試合のレフェリングを担当している。巡業部長の役職に就き、2014年現在はレフェリーの他に選手バスの運転手、グッズ売店の責任者、リングスタッフの補助などを務め、巡業に全戦帯同している。
2022年4月3日 ノア群馬大会をもって、35年務めてきたレフェリーを引退。今後もバスの運転手などスタッフとしてノアに在籍する。

## エピソード
全日本プロレスのリングスタッフ時代、前述の通りテレビ放映時以外の音響を担当していたが、放送室がない会場では、リングアナウンサーからマイクを借りてラジカセのスピーカーにマイクを当てて入場テーマ曲を流していた。特にスタン・ハンセンが入場する際には苦労し、ある会場では3回目で登場した事もあったという。
本田多聞VS池田大輔をレフェリングした際、池田にしがみ付かれてそのまま投げつけられ、福田は首を強打した。このため、現在でも首に後遺症が残っているという。